# Centrum Południe (Zabrze)
Centrum Południe – najludniejsza dzielnica Zabrza, położona w środkowej części miasta.
Graniczy z Guido, Zaborzem Południem, Zaborzem Północą, Zandką, Śródmieściem, Centrum Północą oraz Gliwicami.

## Historia
Historycznie na terenie dzielnicy w XIX w. rozwinęła się miejscowość Dorota – wzdłuż ul. 3 Maja, zwanej wówczas Dorotheenstrasse. W okresie międzywojennym zrealizowano również plany modernistycznego zagospodarowania zachodnich terenów pod nazwą Miasto Południowo-Zachodnie, którego charakterystycznymi punktami stały się zbudowany w 1931 r. kościół katolicki pw. św. Józefa i powstały w 1934 r. stadion miejski.
Po przegranej przez Niemcy wojnie i po powstaniach, 21 marca 1921 roku odbył się plebiscyt mający określić przynależność poszczególnych ziem. W jego wyniku teren dzielnicy, podobnie jak większość ziem dzisiejszego Zabrza, pozostał w granicach Niemiec.
W 2021 roku z części dzielnicy Centrum Południe wydzielono dzielnicę Śródmieście.

## Sport
- Górnik Zabrze

## Zabytki
Zobacz też galerię zdjęć z Zabrza Centrum Południa w Wikimedia Commons
- Wieża ciśnień przy ul. Zamoyskiego z 1909 r.
- Zabudowania zakładów Deichsla
- Kościół św. Józefa w Zabrzu
- Budynek Szkoły Podstawowej nr 5 z 1905 r.
- Neogotycki Budynek III Liceum Ogólnokształcącego z 1902 r.
- Statua Wincentego Pstrowskiego wg projektu Mariana Koniecznego, w 2018 r. przemianowana na Pomnik Braci Górniczej.